# Stanisław Puppel
Stanisław Puppel (ur. 22 kwietnia 1947 r. w Starogardzie  Gdańskim) – filolog, anglista, językoznawca, profesor zwyczajny, psycholingwista, ekolingwista, członek Polskiego Towarzystwa Językoznawczego oraz członek zagraniczny Norweskiej Akademii Nauk i Literatury.
W 1971 ukończył filologię angielską na Uniwersytecie im. Adama Mickiewicza w Poznaniu. W latach 1971–2002 pracownik naukowo-dydaktyczny Instytutu Filologii Angielskiej UAM. Kierownik zakładu Akwizycji Języka (1995-2002). W 1993 uzyskał tytuł profesora w zakresie nauk humanistycznych. Prodziekan Wydziału Neofilologii UAM (1990-1996). Dziekan Wydziału Neofilologii UAM (1996-2002). Założyciel i pierwszy kierownik Katedry Filologii Angielskiej w WSP w Olsztynie (1995-1999). Pierwszy kierownik Katedry Filologii Angielskiej w UWM w Olsztynie (1999-2000). Pomysłodawca, założyciel i kierownik Katedry Ekokomunikacji UAM (2002). Wieloletni z-ca Przewodniczącego Komitetu Głównego Olimpiady Języka Angielskiego. Autor licznych publikacji z zakresu językoznawstwa angielskiego, psycholingwistyki i ekolingwistyki. Członek Collegium Invisibile.